# 남항대교
남항대교(南港大橋)는 부산광역시 영도구 영선동과 서구 암남동을 잇는 총연장 1.9km의 다리이다. 기존 영도대교 노후에 따른 대체 교량의 건설의 필요성과 영도 동삼지구 개발 및 항만확충에 따른 물동량 처리를 위해 건설되었다. 2008년 7월 9일에 개통한 남항대교는 서구 암남동과 영도구 영선동을 연결하는 길이 1,941ｍ, 폭 18.5~38.6m (왕복 4차로)로 준공된 해상교량으로, 3,550억원의 사업비를 들여 1997년부터 약 10년간 공사를 추진했다.
남항대교의 개통으로 21세기 동북아 국제 물류 중심 항으로 떠오르고 있는 부산신항과 녹산공단, 을숙도대교, 남항대교, 부산항대교, 광안대로, 수영강변대로를 거쳐 경부고속도로까지 연결되는 항만배후도로를 완성하여 물류의 원활한 흐름이 가능해졌을 뿐 아니라 서구와 영도를 가깝게 잇는 길이 뚫림으로서 서구와 영도구를 동일 생활권으로 묶어주었다. 그리고 ‘신세기를 열어가는 관문’을 주제로 한 경관조명은 남항의 밤바다를 아름답게 수놓고 있으며, 내항 쪽에는 폭 3m의 산책로가 설치돼 시민들이 자유롭게 왕복하면서 남항일원의 풍광과 부산의 해안을 한 눈에 볼 수 있다.
남항대교는 자동차전용도로이나, 산책로를 이용하여 보행자와 자전거가 통행할 수 있다. 이륜자동차(모터사이클 혹은 오토바이)는 긴급자동차(싸이카 및 소방용 모터사이클 등)에 한해 통행이 가능하며, 그 밖의 이륜자동차는 통행할 수 없다.

## 역사
1997년 10월 착공하여 1999년 11월부터 2002년 5월까지 공사중단되었다. 이후 재개되며 2008년 7월 9일 완공되었다.
남항대교가 개통됨에 따라 기존 암남동-영도 7 km 30분에서 2 km, 3분이라는 효과를 내고 있으며 영도에서 서부산권으로 나가는 시간이 단축되는 효과가 나타났다.

## 구조
- 영선램프~암남램프 : 편도 2차로(왕복 4차로)

## 계획
- 남항대교는 부산광역시도 제66호선의 일부를 구성한다.
- 추후 천마터널을 통하여 을숙도대교와 연결되는 지하차도가 이어서 건설될 예정이다.
- 추후 천마터널이 개통되면 현재의 편도 2차로(왕복 4차로)의 도로를 편도3차로(왕복 6차로)로 확장할 예정이다.

## 사진

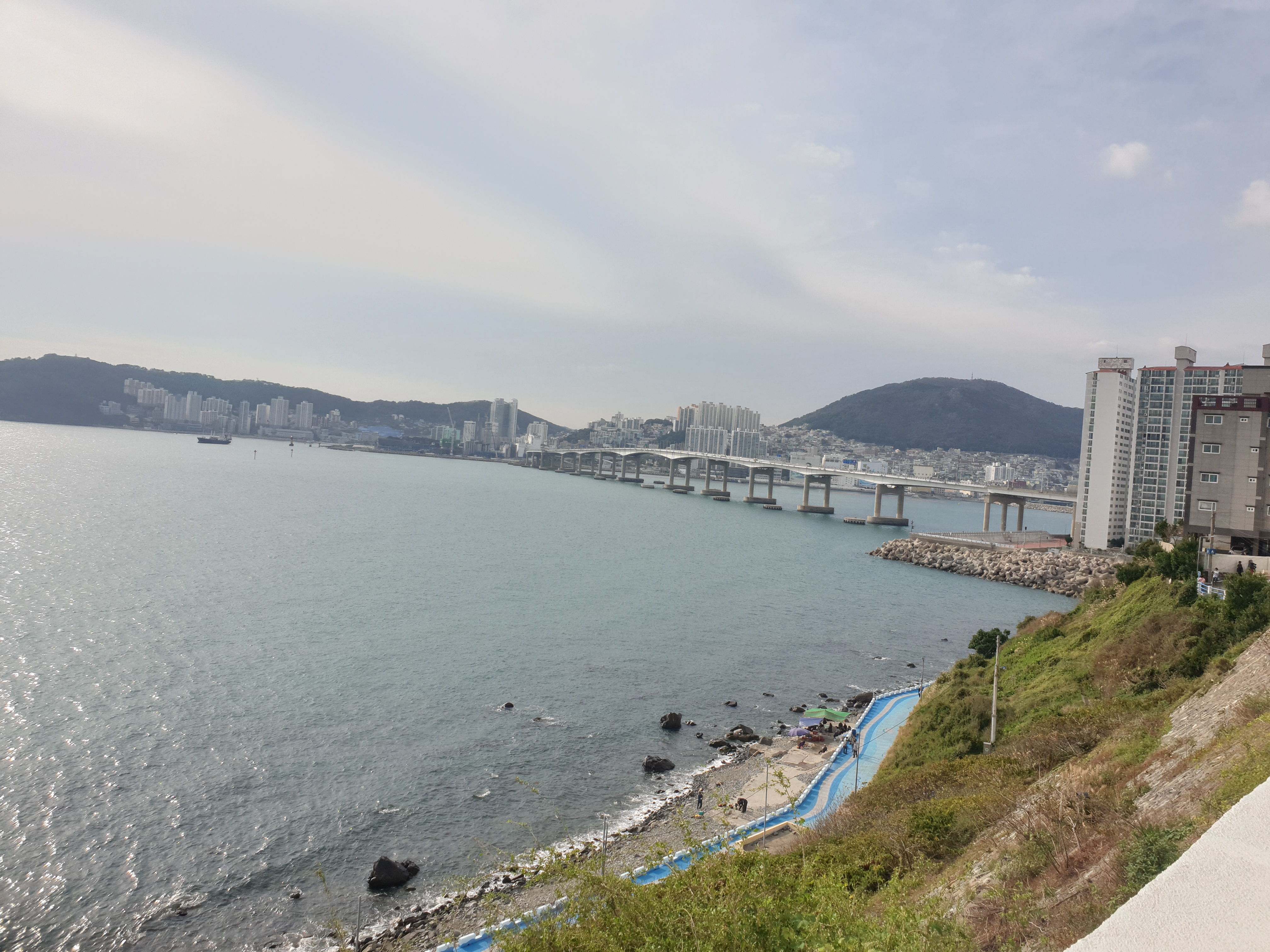
영도구 흰여울문화마을에서 바라본 남항대교